# مقاطعة كينت (ماريلاند)
مقاطعة كينت (بالإنجليزية: Kent County, Maryland)‏ هي إحدى مقاطعات ولاية ماريلاند في الولايات المتحدة. تأسست سنة 1642، بلغ عدد سكانها 20197 نسمة في عام 2010 حسب إحصاء مكتب تعداد الولايات المتحدة وتصل الكثافة السكانية فيها 27.8 نسمة/كم2.

## وصلات خارجية
- www.kentcounty.com
- United States Counties